# 로빈 콰이손
로빈 콰미나 콰이손(스웨덴어: Robin Kwamina Quaison, 1993년 10월 9일 ~ )는 스웨덴의 축구 선수이다. 포지션은 공격수이며 현재 사우디 프로페셔널리그의 알이티파크 소속으로 뛰고 있다.